# Pitthea cunaxa
Pitthea cunaxa är en fjärilsart som beskrevs av Druce 1887. Pitthea cunaxa ingår i släktet Pitthea och familjen mätare. Inga underarter finns listade i Catalogue of Life.